# Superliga hokeja na trawie (2022/2023)
Superliga hokeja na trawie (2022/2023) – 86. edycja rozgrywek o drużynowe mistrzostwo Polski mężczyzn, a czwarta pod nadzorem spółki "Hokej Superliga". 
Rozgrywki były prowadzone z udziałem 8 drużyn i były podzielone na dwie fazy: zasadniczą i play-off. 
W fazie zasadniczej każda z drużyn rozegrała po 14 meczów systemem ligowym („każdy z każdym”). Cztery czołowe zespoły po fazie zasadniczej rozegrały play-off o medale mistrzostw Polski. Ostatnia  drużyna została zdegradowana do I ligi, a zespół z 7. miejsca zmierzył się w dwumeczu barażowym z wicemistrzem I ligi o utrzymanie.
Mistrzem Polski po raz 3. został KS Pomorzanin Toruń, a zdegradowany został UKH Start 1954 Gniezno. Najlepszymi strzelcami zostali Wojciech Rutkowski z Pomorzanina oraz Marcin Lewartowski ze Stelli, którzy zdobyli po 22 gole. Do Superligi awansował HKS Siemianowiczanka.

## Faza zasadnicza
| Lok. | Drużyna                    | Mecze | Punkty | Bramki |
| ---- | -------------------------- | ----- | ------ | ------ |
| 1.   | WKS Grunwald Poznań        | 14    | 29     | 44-28  |
| 2.   | KS Pomorzanin Toruń        | 14    | 29     | 40-28  |
| 3.   | KS Stella Gniezno          | 14    | 25     | 40-39  |
| 4.   | AZS Politechnika Poznańska | 14    | 24     | 35-32  |
| 5.   | KS AZS AWF Poznań          | 14    | 23     | 38-26  |
| 6.   | KS Warta Poznań            | 14    | 18     | 41-47  |
| 7.   | LKS Rogowo                 | 14    | 12     | 44-47  |
| 8.   | UKH Start 1954 Gniezno     | 14    | 8      | 25-60  |

     Play-off o mistrzostwo Polski
     Baraż o utrzymanie
     Spadek do I ligi

## Faza play-off

### Półfinały Mistrzostw Polski
| Drużyna                    | Wynik       | Drużyna                    |
| 1. półfinał                | 1. półfinał | 1. półfinał                |
| -------------------------- | ----------- | -------------------------- |
| AZS Politechnika Poznańska | 4:3         | WKS Grunwald Poznań        |
| WKS Grunwald Poznań        | 4:1         | AZS Politechnika Poznańska |
| 2. półfinał                |             |                            |
| KS Stella Gniezno          | 4:3         | KS Pomorzanin Toruń        |
| KS Pomorzanin Toruń        | 6:3         | KS Stella Gniezno          |

### Mecz o III miejsce Mistrzostw Polski
| Drużyna           | Wynik | Drużyna                    |
| ----------------- | ----- | -------------------------- |
| KS Stella Gniezno | 4:3   | AZS Politechnika Poznańska |

### Finał Mistrzostw Polski
| Drużyna             | Wynik | Drużyna             |
| ------------------- | ----- | ------------------- |
| WKS Grunwald Poznań | 1:2   | KS Pomorzanin Toruń |

## Baraż o utrzymanie
| Drużyna    | Wynik | Drużyna    |
| ---------- | ----- | ---------- |
| LKS Rogowo | 3:0   | LKS Gąsawa |
| LKS Gąsawa | 1:0   | LKS Rogowo |

## Medaliści
| Lp. | Drużyna             |
| --- | ------------------- |
| 1.  | KS Pomorzanin Toruń |
| 2.  | WKS Grunwald Poznań |
| 3.  | KS Stella Gniezno   |